# Сыроедение
Сыроеде́ние (ранее — сырояде́ние) — система питания, в которой полностью исключается употребление пищи, подвергнутой тепловой обработке. Сыроедение не однородно, его разновидностями являются фрукторианство, сыромоноедение и другие.
Учёными были отмечены многие плюсы данной системы питания, как правило, временные, в том числе из-за гормезиса, поскольку сыроедение не может обеспечить организм биологически значимыми и питательными веществами. Отчасти из-за большего количества антинутриентов, лучшей сохранности клеточных стенок растений и коллагеновых оболочек мышц животных, чем в приготовленной пище, даже посредством ферментации микроорганизмами дольше производимой микробиотой в ЖКТ.
Спортивный диетолог Мэтт Фитцжеральд в 2014 году в своей книге «Diet Cults» написал, что обоснование сыроедения лженаучно, а задолго до него – академик Уголев, которого «нутритивные секты» регулярно причисляют к своим сторонникам, говоря о самопереваривании.

## Суть
Сыроедение представляет собой систему питания, в которой употребляются в пищу только сырые, не прошедшие тепловую обработку, продукты. Нагревать продукты в таких диетах допускается не более, чем до 60℃ (140℉). В рационе большинства, если не всех, сыроедческих диет присутствуют только овощи, фрукты, орехи и семена (злаки, бобовые и другие). Сторонники сыроедения утверждают, что их диета является естественной для организма человека и способствует похудению, позволяет иметь больше энергии, избавиться от токсинов. Однако при употреблении в пищу только сырых продуктов человеческому организму может не хватать витаминов, минералов и антиоксидантов.

## История
О доисторических людях-сыроедах современной науке ничего не известно. Нет доказательств существования полностью сыроедческих племён охотников-собирателей, но есть археологические и палеонтологические свидетельства о том, что не только человек разумный, но и некоторые другие гоминиды производили термическую обработку пищи уже как минимум 200 тыс. лет назад, а может быть и намного раньше — 1,9 млн. лет назад.
Первыми известными в задокументированной истории сыроедами были некоторые отшельники и монахи, придерживавшиеся аскетического образа жизни. Например, в IV веке Иоанн Прозорливый жил в Нитрианской пустыне (англ. Nitrian Desert) и, как сообщает католический агиограф Албан Батлер, пятьдесят лет питался сушёными фруктами и овощами, не употребляя ничего приготовленного. Другой известный пример — эфиопский монах Козмос (Qozmos), который в конце 1300-х годов также практиковал аскетизм с отказом от любой приготовленной пищи, даже от евхаристического хлеба, что создавало ему проблемы в отношениях с монастырём Эфиопской православной церкви, в котором Козмос обитал. В результате он сбежал оттуда к эфиопским евреям.
В Новое время одним из первых известных сторонников сыроедения был швейцарец Максимилиан Бирхер-Беннер (1867—1939), в юности испытавший влияние идей германского общественного движения «Лебенсреформ» о том, что цивилизация испорчена и нужно «возвращаться к природе». В этом движении также были приняты холистическая медицина, нудизм, свободная любовь, регулярные физические упражнения и вообще физическая активность на свежем воздухе, употребление «более естественной» пищи. В конце концов Бирхер-Беннер перешёл на вегетарианскую диету, но и на этом не остановился; под влиянием идей Чарльза Дарвина о том, что люди — просто ещё один вид животных, он решил, что и человеку природой предназначена только сырая пища, поскольку никакие животные не производят термической обработки своей пищи. В 1904 году Бирхер-Беннер открыл свой санаторий «Жизненная сила» (нем. Lebendinge Kraft) в горах неподалёку от Цюриха. Пациенты в этом санатории питались только сырой пищей, включая созданные там же мюсли. Сторонники «Лебенсреформа» нередко употребляли ненаучные термины «жизненная сила» или «жизненная энергия» и считали, что эта энергия берётся в основном из солнечного света, концентрируется в растениях намного сильнее, чем в мясе, а во время приготовления пищи в значительной части теряется. Подобных представлений придерживалась и другая известная сторонница сыроедения — американка литовского происхождения Энн Уигмор (англ. Ann Wigmore) (1909—1994). Но большинство учёных и врачей отвергают такие идеи и методы как шарлатанские.
Одной из первых книг в поддержку сыроедения стала вышедшая в 1904 году «Неприготовленные продукты и как их использовать» Юджина Кристиана (англ. Eugene Christian). Среди других известных авторов начала XX века, поддерживавших сыроедение, можно отметить калифорнийского садовода Отто Карка (англ. Otto Carque), издавшего в том же году книгу «Основание реформы всего», Джорджа Юлиуса Дрюса (англ. George Julius Drews) — его книга «Необожжённая еда и трофотерапия» увидела свет в 1912 году, Бернарра Макфаддена (англ. Bernarr Macfadden) и Герберта Шелтона (англ. Herbert McGolfin Shelton). Под влиянием идей Дрюса Джон и Вера Рихтеры (англ. John and Vera Richter) в 1917 году открыли первый в Америке сыроедческий ресторан The Eutropheon.
Герберт Шелтон активно продвигал сыроедение, «философские диеты» и другие альтернативные способы оздоровления, несколько раз подвергался штрафам и арестам за медицинскую деятельность без лицензии. Он оказал значительное влияние на других авторов-сыроедов, в их числе авторы книги «Подходит для жизни» (англ. Fit for Life) Гарви Даймонд и Мэрилин Даймонд. Американская НКО «Национальный совет по борьбе с мошенничеством в сфере здравоохранения» (англ. National Council Against Health Fraud) раскритиковала идеи и практики из этой книги, назвав это «псевдопитанием» (pseudonutrition).
В 1970-х годах сыроедение популяризировывал Норман Уокер (англ. Norman Walker), изобретатель соковыжималки Уокера. В 1984 году вышла книга Лесли Кентон (англ. Leslie Kenton) «Сырая энергия — еда на пути к блистательному здоровью», увеличившая популярность проростков, семечек и сырых овощных соков. Кентон предлагала диету, на 75 % состоящую из сырых продуктов, утверждая, что это может предотвратить развитие дегенеративных заболеваний, замедлить старение, дать дополнительную энергию и поддерживать эмоциональный баланс, приводя в пример буришей-долгожителей, употребляющих в пищу большое количество пророщенных и непророщенных семян, и метод Герзона для лечения онкологических заболеваний, действенность и безопасность которого остаются спорными.
В XXI веке сыроедческие диеты (включающие парное молоко, сырые яйца и сырое мясо) были популяризированы и политизированы частью сторонников движения «правых бодибилдеров», продвигающего гипермаскулинность и физическое развитие по примеру некоторых цивилизаций древности в противовес феминизму и современной массовой культуре.

## Разновидности по допустимости к употреблению различных видов пищи
По составу рациона традиционное сыроедение ближе всего к веганской системе питания. Однако индивидуальные предпочтения различных представителей сыроедения варьируют и его возможные разновидности, сильно отличающиеся друг от друга. Объединяет их только отказ от приготовления пищи путём тепловой обработки.

### Всеядное сыроедение
- Всеядное сыроедение допускает как растительные, так и животные продукты, не подвергнутые приготовлению или переработке, в том числе сырые мясо, рыбу и яйца, не подвергавшиеся тепловой обработке молоко и молочные продукты, выдержанные в сыром виде животные продукты (например, «столетние яйца»), ферментированные мясо, рыбу, моллюсков и ракообразных, кефир и некоторые другие кисломолочные продукты. Сырые фрукты, овощи, орехи и пророщенные семена обычно тоже допускаются, а вот сырые зёрна, бобы и соя — как правило, нет. Приемлемая для всеядных сыроедов пища ни разу не должна быть подвергнута нагреванию выше 40 °C[3][22]; по их мнению, пищевые продукты при нагреве выше этой температуры теряют большую часть своей питательной ценности и становятся вредными для тела. Копчёное мясо многими всеядными сыроедами воспринимается неодобрительно[23]; некоторые по-разному относятся к продуктам холодного и горячего копчения.

Можно привести некоторые известные примеры всеядно-сыроедческих диет:
- «Первоначальный народный обед»[24] (англ. People's Primal Potluck), также «анопсология» (anopsology), «инстинктивное питание», «сырая палеолитическая диета» или «сырая мясная диета»[25]
- «Первоначальная диета» (англ. primal diet) включает жирное мясо, ливер, молоко, мёд, немного фруктовых и овощных соков, а также кокосов — всё в сыром виде[26]

### Вегетарианское сыроедение
- вегетарианское сыроедение 
Сыроедение, в котором полностью исключаются мясо и рыба, но допускаются к употреблению сырые яйца и/или молоко, иногда молочные продукты.
- веганское сыроедение 
Наиболее распространённый тип сыроедения, при котором исключаются любые продукты животного происхождения, допуская к употреблению лишь сырую растительную пищу.
- плотоядное сыроедение (сыромясоедение, палеосыроедение) 
 Основано на употреблении сырой рыбы, морепродуктов, сырого мяса, дичи, яиц и жира животных, фрукты и овощи при этом сведены к минимуму.
- фрукторианство 
Вид сыроедения, основанный на употреблении исключительно фруктов, ягод и некоторых видов овощей (помидоры, огурцы и т. д.), которые в ряде культур относят к фруктам.
- Бесслизистая диета 
Вариант сыроедения, разрешающий к употреблению только сырые овощи и фрукты. Разработан натуропатом Арнольдом Эретом в начале XX века. По его представлениям, другие продукты приводят к образовании в организме слизи, которая является причиной всех болезней[27].

### Разновидности по методике планирования рациона
Кроме различия в допустимом составе пищи, варианты сыроедения различаются по методике планирования рациона.
- смешанное сыроедение 
Пища классифицируется по содержанию в ней жиров, белков и углеводов, а также витаминов и микроэлементов, и в один приём пищи употребляется несколько продуктов, сходных по этой схеме классификации (например, считается допустимым смешивать овощи с овощами, фрукты с фруктами, фрукты с орехами, животные белки между собой, молочные продукты между собой и так далее).
- монотрофное сыроедение (сыромоноедение, СМЕ) 
 В один приём пищи допускается есть только один продукт растительного происхождения без какой-либо термической обработки (например, — первый приём пищи — только яблоки или апельсины, или орех и так далее, следующий приём пищи, который может быть как через несколько часов, так и через полчаса — опять только один продукт). Есть сыромоноеды, которые питаются всего лишь одним видом фрукта на протяжении нескольких месяцев[28].
- палеосыроедение Из-за нарушений метаболизма, вызванных растительным сыроедением (например, иногда возникает алкалоз), некоторые сыроеды переходят на так называемое «сыроедение эпохи палеолита», или «палеосыроедение», чтобы восстановить аминокислотный баланс пищи[29]. Палеосыроедение представляет собой имитацию рациона древнего человека-собирателя: сырые личинки, мелкие животные, травы, плюс редкое употребление фруктов[29].

## Мотивы сыроедения
Практикующие сыроедение заявляют о нескольких преимуществах сырой пищи перед приготовленной, ни одно из которых в полной мере не подтверждено независимыми академическими научными исследованиями, хотя некоторые из этих утверждений верны хотя бы отчасти:
- При нагревании свыше 40-48 °C разрушаются содержащиеся в еде энзимы, помогающие пищеварению. Это действительно так, но поступающие с едой энзимы не играют существенной роли в человеческом пищеварении, поскольку большей частью расщепляются желудочным соком, а человеческий организм вырабатывает собственные пищеварительные энзимы[3].
- В сырой пище сохраняется больше питательных веществ, чем в подвергнутой термической обработке[6]. Часть питательных веществ действительно не выдерживают нагревания — например, разрушается часть витамина C, но другие при нагревании переходят в форму, в которой они легче усваиваются человеческим организмом[3]. Так происходит с жирорастворимыми питательными веществами, например витаминами E и бетакаротином[3], а также с крахмалом и другими полисахаридами[30]. В жареных помидорах биодоступность антиоксиданта ликопина оказалась в пять раз выше, чем в сырых[3]. Каких именно доступных питательных веществ станет больше, а каких станет меньше при термической обработке — сильно зависит от того, какие конкретно растительные продукты питания и каким способом готовятся, потому нельзя дать общий ответ на этот вопрос[3][31][32].
- При сильном нагревании пищевых продуктов, особенно мясных, могут образовываться вредные для человека вещества — трансжиры при нагревании масел, акриламид при жарке и обжаривании, конечные продукты гликирования и полициклические ароматические углеводороды[33]. Но такие вещества образуются не в любых продуктах и не при любой термической обработке; вполне нормальной может быть диета, содержащая как сырые, так и приготовленные продукты питания[33][34]. Американское онкологическое общество в 2016 году сообщало, что акриламид может быть канцерогенным, но точно неизвестно, насколько это вещество увеличивает риск возникновения онкологических заболеваний, и каких именно[35]. Здравоохранительные ведомства Великобритании и США рекомендуют сократить потребление переваренной и пережаренной крахмальной и мясной пищи[33][35][36].

## Оценки и критика
Помимо отдельных преимуществ сырой пищи перед приготовленной, сторонники сыроедения приводят и общий аргумент — то, что поскольку в дикой природе имеется только сырая пища, то организм человека разумного, как и организм любого другого животного, биологически приспособлен только к ней, и только она естественна и полезна для здоровья, а употребление варёной и жареной еды, а также молока другого биологического вида и молочных продуктов — неестественно и вредно. При этом традиционная мясная диета жителей тундры объявляется столь же естественной, как и совсем другая традиционная диета неконтактных народов Амазонии, несмотря на то, что даже в тропиках, где возможно круглый год питаться свежими растительными продуктами, приготовление пищи на огне производилось людьми на протяжении многих тысячелетий.
Современный научный консенсус заключается в том, что мясная приготовленная на огне пища обеспечила человеку как биологическому виду возможность сформировать свой современный мозг, который потребляет огромное, в сравнении с другими видами животных, количество энергии. Например, растительноядные гориллы имеют втрое больший размер тела и втрое меньший мозг по сравнению с человеком, а чтобы обеспечить мозг человеческого размера энергией и питательными веществами, горилле пришлось бы питаться растениями по 12 часов ежедневно. Шимпанзе тратят на пережёвывание пищи 48 % дневного времени, а люди в среднем — только 4,7 %, в десять раз меньше, что высвобождает время для других дел. Из полисахаридов в приготовленной растительной пище организм может извлечь значительно больше энергии, чем из них же в сырой, что способствовало ускоренному развитию головного мозга человека, начавшемуся 1,8 миллиона лет назад. Организм человека разумного за это время мог претерпеть определённые эволюционные изменения, сделавшие его более приспособленным к питанию приготовленной пищей, чем организм любого другого биологического вида, даже близкородственного. Эти изменения детально не исследованы, но они могут включать в себя уменьшение размера зубов и кишечника, увеличение скорости прохождения пищи через пищеварительный тракт и даже снижение способности детоксифицировать перевариваемую пищу.
Сторонники сыроедения считают свою систему питания здоровой. В действительности в сыроедческих диетах нет или слишком мало многих требуемых для человеческого организма веществ, в частности, витаминов B12 и D, селена, цинка, железа и двух омега-3 жирных кислот (докозагексаеновая и эйкозапентаеновая). Взрослые люди возрастом 20 и более лет, питавшиеся продуктами животного происхождения, имеют в организме запасы жизненно-необходимых веществ, позволяющие пережить их временный недостаток. Сыроедение позиционируется как система питания для «детоксикации» организма, но сама концепция избавления от токсинов с помощью диет антинаучна.
В финском исследовании 1995 года у сыроедов выявлен низкий уровень омега-3. В исследовании сыроедов 1999 года 30 % участниц до 45 лет страдали частичной или полной аменореей. Дети, растущие на сырой веганской диете без специальных добавок, вырастут низкорослыми с неврологическими проблемами. Британский институт питания считает вегетарианское сыроедение неприемлемым для детей.
По мнению авторов Pharmacy Times и Livestrong, продолжительное сыроедение, как и веганство, неизбежно приведёт к дефициту белков и жизненно важных веществ, среди которых кальций, железо и витамин B12
Вопреки утверждениям сторонников сыроедения и, в частности, веганства, авторы LiveScience и Livestrong считают, что эти системы питания не являются ни естественными, ни здоровыми.
Медицинские организации расценивают сыроедение как модную диету (англ. Fad diet), не имеющую научно обоснованных показаний к применению.

## Сыроедение для пищеварительной системы
В частности, пища, богатая неперевариваемыми в организме человека необработанными растительными волокнами (из-за его эволюционной неприспособленности к перевариванию целлюлозы), при сыроедении может привести проблемам в желудочно-кишечном тракте и нарушениям пищеварения:
- значительно более сильная эрозия зубной эмали у сыроедов, выявленная при исследованиях[43];
- очень низкий уровень витамина B12 в крови у сыроедов вследствие нарушения его поступления и всасывания в ЖКТ, по результатам нескольких исследований, проведённых в 1982, 1995, 2000 годах (участники одного из этих исследований впоследствии стали принимать витаминную добавку)[44][45][46].

## Исследования влияния на человека

### Уровень липопротеидов
Исследование Немецкого института человеческого питания выявило положительные (низкое содержание холестерина ЛНП и триглицеридов) и отрицательные (повышенное содержание гомоцистеина и снижение холестерина ЛВП) признаки в плазме крови сыроедов.

### Больные фибромиалгией
Исследование, проведённое в 2001 году в США, выявило значительное улучшение ощущений собственного состояния у 30 больных фибромиалгией после 2-4 месяцев перехода на сырую вегетарианскую диету.

### Больные ревматоидным артритом
В проводимом в 1998 году в Финляндии исследовании изучалось влияние сырой веганской диеты на симптомы ревматоидного артрита. Половина участников была вынуждена отказаться этой диеты тошноты и диареи. Среди оставшихся по данным объективного контроля различий между группой веганской диеты и контрольной группой не обнаружилось, при этом субъективное восприятие симптомов было меньше у группы с веганской диетой.

## Пояснения
1. ↑  англ. Uncooked Foods and How to Use Them
2. ↑  англ. The Foundation of All Reform
3. ↑  англ. Unfired Food and Trophotherapy
4. ↑  англ. Raw Energy – Eat Your Way to Radiant Health